# سیارک ۱۱۳۷۱
سیارک ۱۱۳۷۱ (به انگلیسی: 11371 Camley، نامگذاری:1998QO38) یازده هزار و سیصد و هفتادمین سیارک کشف شده‌است که در ۱۷ اوت ۱۹۹۸ کشف شد.
قدر مطلق سیارک برابر ۱۲.۳ است.